# James L. Buckley
James L. Buckley (New York, 1923. március 9. – Washington, 2023. augusztus 18.) amerikai politikus, az Amerikai Egyesült Államok szenátora (New York, 1971–1977). 